# Vilalpape
Vilalpape és una parròquia i localitat del municipi gallec de Bóveda, a la província de Lugo. Limita amb les parròquies de Martín i Ver al nord, O Chao do Fabeiro a l'oest, Valverde al sud i Ribas Pequenas a l'est.
Apareix a documents del 1221, quan el realenc de Vilalpape va ser cedit per Alfons IX de Castella al monestir de Castro de Rei de Lemos. El 1522 els seus habitants van presentar vasallatge a l'abat de Montederramo. L'església parroquial de San Bartolomeu es va construir en el segle xvii. Les festes se celebren el 24 d'agost en honor de Sant Bartolomeu.
L'any 2008 tenia una població de 48 habitants agrupats en 5 entitats de població: Agüela, As Folguedas, Marzán, Val de Miotos i Vilalpape.